# Língua bolinao
A língua Bolinao ou Binubolinao' é uma língua Central Luzon falada principalmente nas municipalidades de Bolinao e Anda, Pangasinán, nas Filipinas. São cerca de 50 mil os falantes (Ethnologue 1990), o que faz com que a mesma seja a 2ª mais falada dentre as línguas Simbálicas.

## Escrita
A língua Bolinao usa uma forma do alfabeto latino sem as consoantes C, F, J, Q, V, X, Z; usam-se as formas Ly, Ny, Ng e Sy; As vogais são as cinco tradicionais, havendo o uso de seis ditongos.
Bolinao tem seguintes os fonemas: 16 consoantes 5 vogais. As estruturas silábicas são relativamente simples. Cada sílaba contém pelo menos uma consoante e uma vogal.

### Vogais
O Bolinao tem cinco vogais:
- /a/ vogal aberta frontal não-arredondada
- /ə/ vogal média central
- /i/ vogal fechada frontal não-arredondada
- /o/ vogal quase fechada posterior arredondada
- /u/ vogal fechada posterior arredondada

Há seis principais ditongos: /aɪ/, /əɪ/, /oɪ/, /uɪ/, /aʊ/ e  /iʊ/.

### Consoantes
Tabela das consoantes Bolinao. Todas oclusivas não são aspiradas, A velar nasal pode ocorrer em qualquer de uma palavra.
|                |                | Bilabial | Dental | Palatal   | Velar  | Glotal |
| Nasal oclusiva | Nasal oclusiva | m        | n      | (ny) /ɲ/  | ng /ŋ/ |        |
| Plosiva        | Surda          | p        | t      |           | k      | ’ /ʔ/  |
| Plosiva        | Sonora         | b        | d      |           | g      |        |
| Africada       | Surda          |          | (ts)   | (ty) /tʃ/ |        |        |
| Africada       | Sonora         |          |        | (dy) /dʒ/ |        |        |
| Fricativa      | Fricativa      |          | s      | (sy) /ʃ/  |        | h      |
| Vibrante       | Vibrante       |          | r      |           |        |        |
| Aproximante    | Aproximante    |          |        | j         | w      |        |
| Lateral        | Lateral        |          | l      | (ly) /ʎ/  |        |        |

### Comparação com outras línguas
Um provérbio muito comum e conhecido do herói nacional Filipino Jose Rizal aqui em português, “Aquele que não tem conhecimento de suas jamais atingirá seu destino,” aqui traduzido em Bolonao, em língua pangasinesa e na sua forma original (em tagalo.
| Bolinao    | "Si'ya a kai tanda' nin lumingap sa pangibwatan na, kai ya mirate' sa keen na."      |
| Pangasinês | "Say toon agga onlingao ed pinanlapuan to, agga makasabi'd laen to."                 |
| Tagalo     | "Ang hindi marunong lumingon sa pinanggalingan ay hindi makararating sa paroroonan." |